# Vraniště
Vraniště je přírodní památka poblíž města Volary v okrese Prachatice. Chráněné území se rozkládá při západním úpatí vrchu Zlatá stezka (920 m) vpravo od silnice z Volar do Mlynářovic, zhruba 2 až 3 km ssv. od Volar. Oblast spravuje Správa NP a CHKO Šumava. Důvodem ochrany je přirozeně se vyvíjející společenstva na mokřadech a jimi obklopených stanovištích na zaniklých zemědělských půdách.

## Galerie

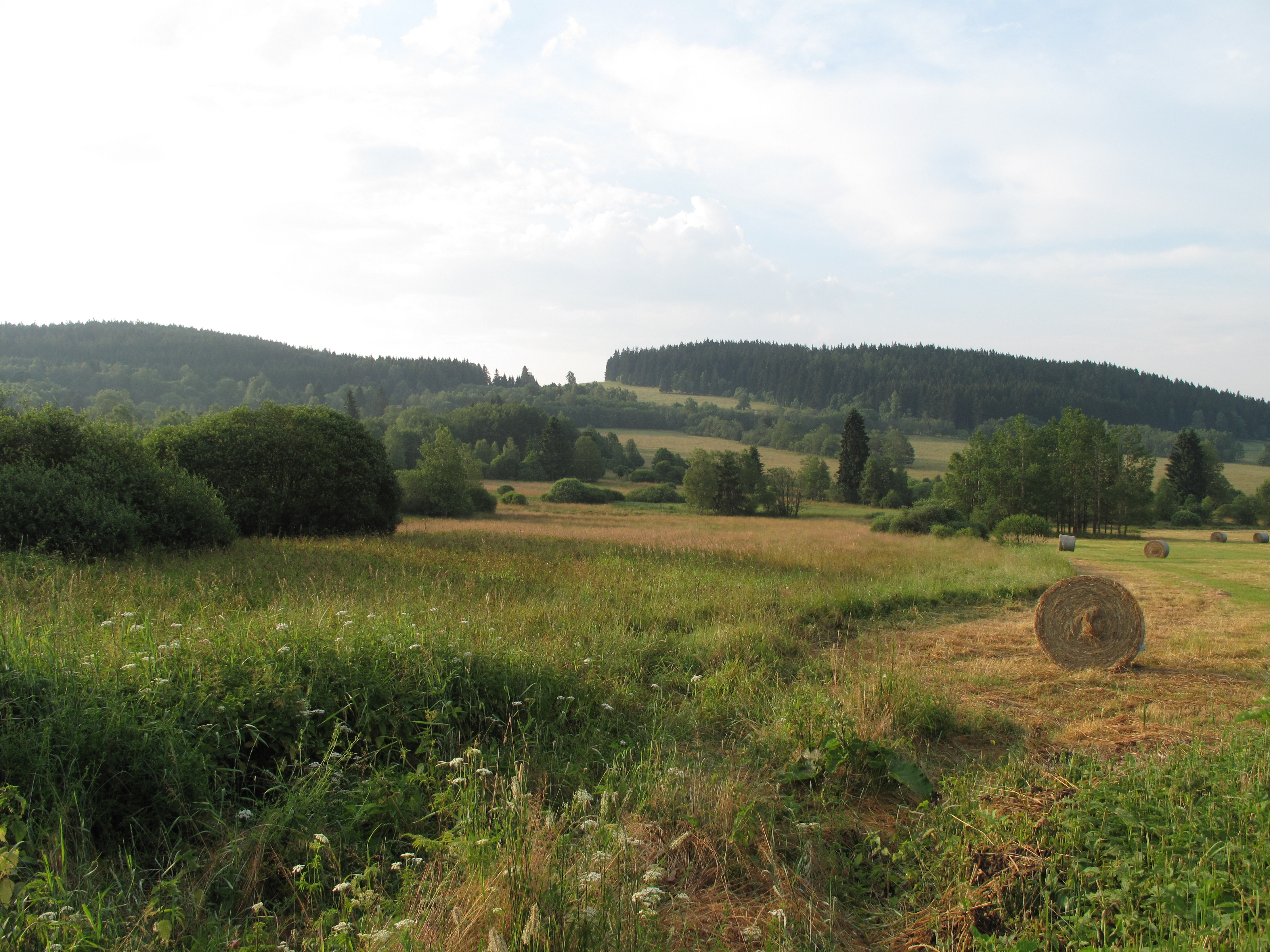
Na hranici s kosenou loukou
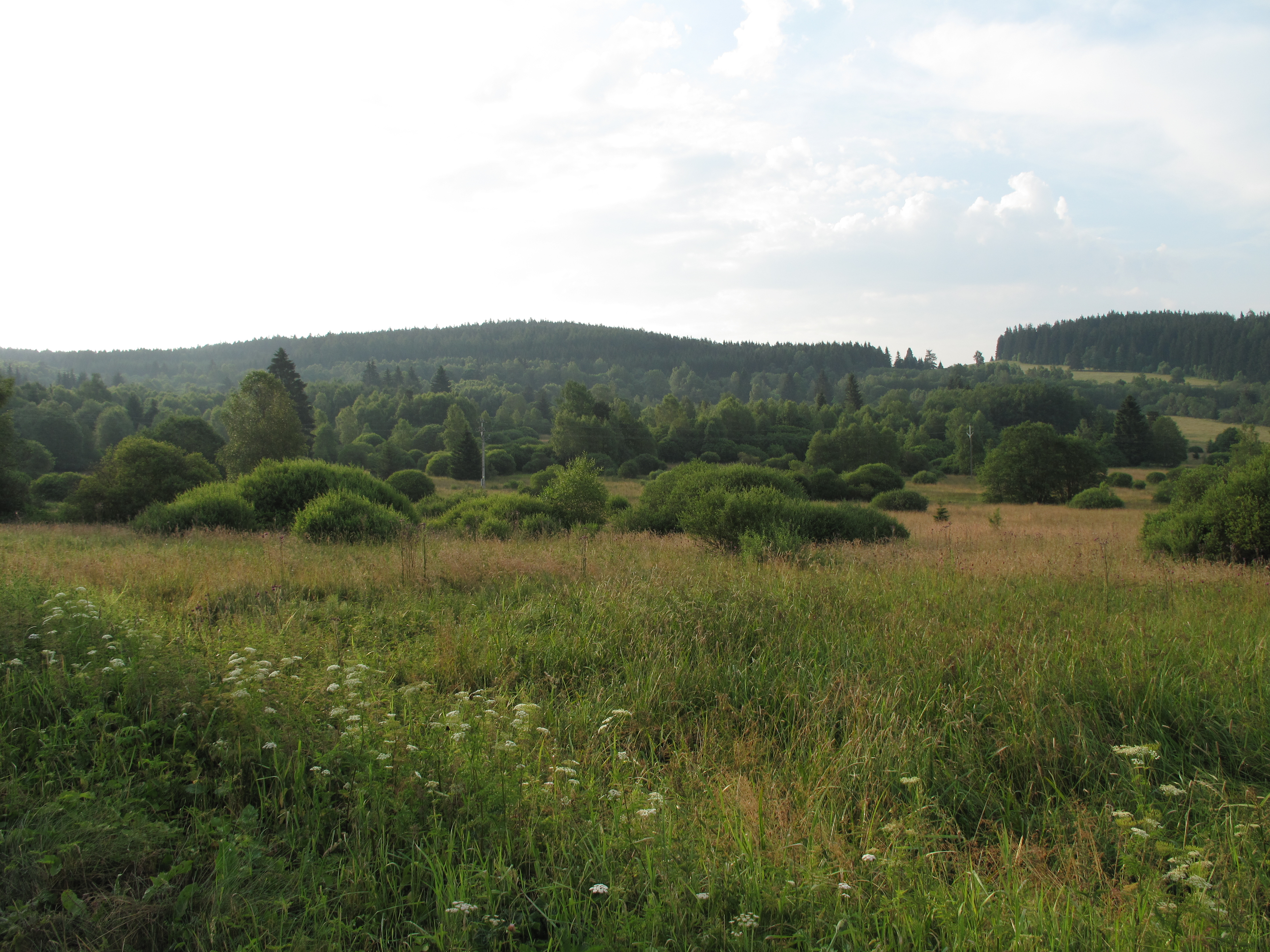
V raním oparu
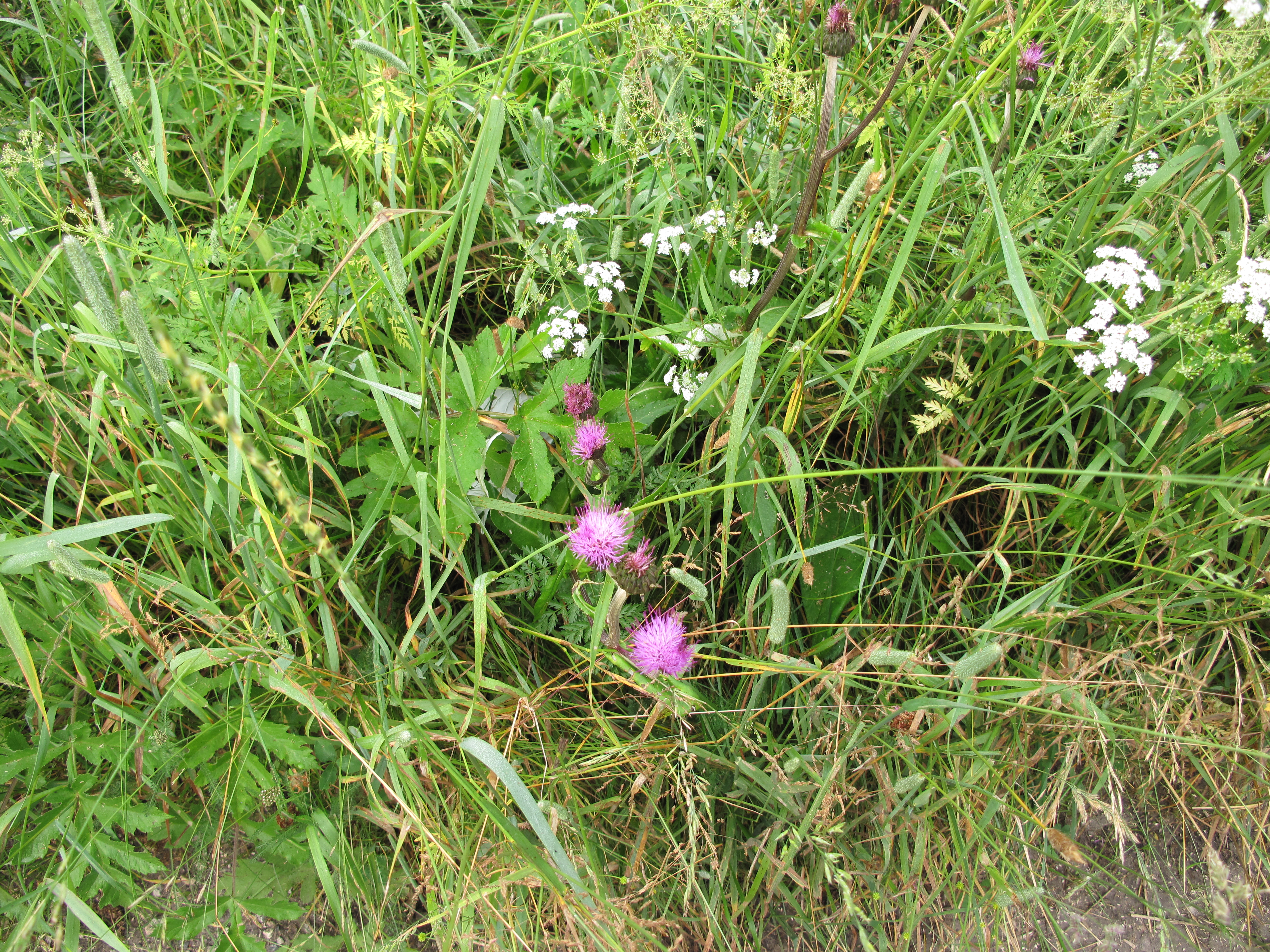
Bodláky